# Feladatátvétel
Az informatika területén a feladatátvétel (failover) olyan funkciót jelent, amely lehetővé teszi, hogy meghibásodás esetén egy redundáns szoftver, szerver, hálózat vagy egyéb eszköz feladatait automatikusan egy másik eszköz vagy szoftver vegye át.

## Virtualizáció
A virtualizáció és a felhő alapú számítástechnika lehetővé teszi, hogy egy virtuális szerver kevésbé függjön egy fizikai szerver (azaz a hardver) esetleges meghibásodásától.